# Macrocera concinna
Macrocera concinna är en tvåvingeart som beskrevs av Samuel Wendell Williston  1896. Macrocera concinna ingår i släktet Macrocera och familjen platthornsmyggor. Inga underarter finns listade i Catalogue of Life.